# 特雷弗·丽月塔
特雷弗·普赖斯·丽月塔（英語：Trevor Pryce Leggett，1914年8月22日—2000年8月2日），是英国柔道教师、作家、翻译家，曾担任BBC日语部负责人。二战后，因为他将日本文化推广到英国，因此荣获瑞寶章。

## 著作
- 《绅士道与武士道：日英比较文化论》[2]